# 梁小静

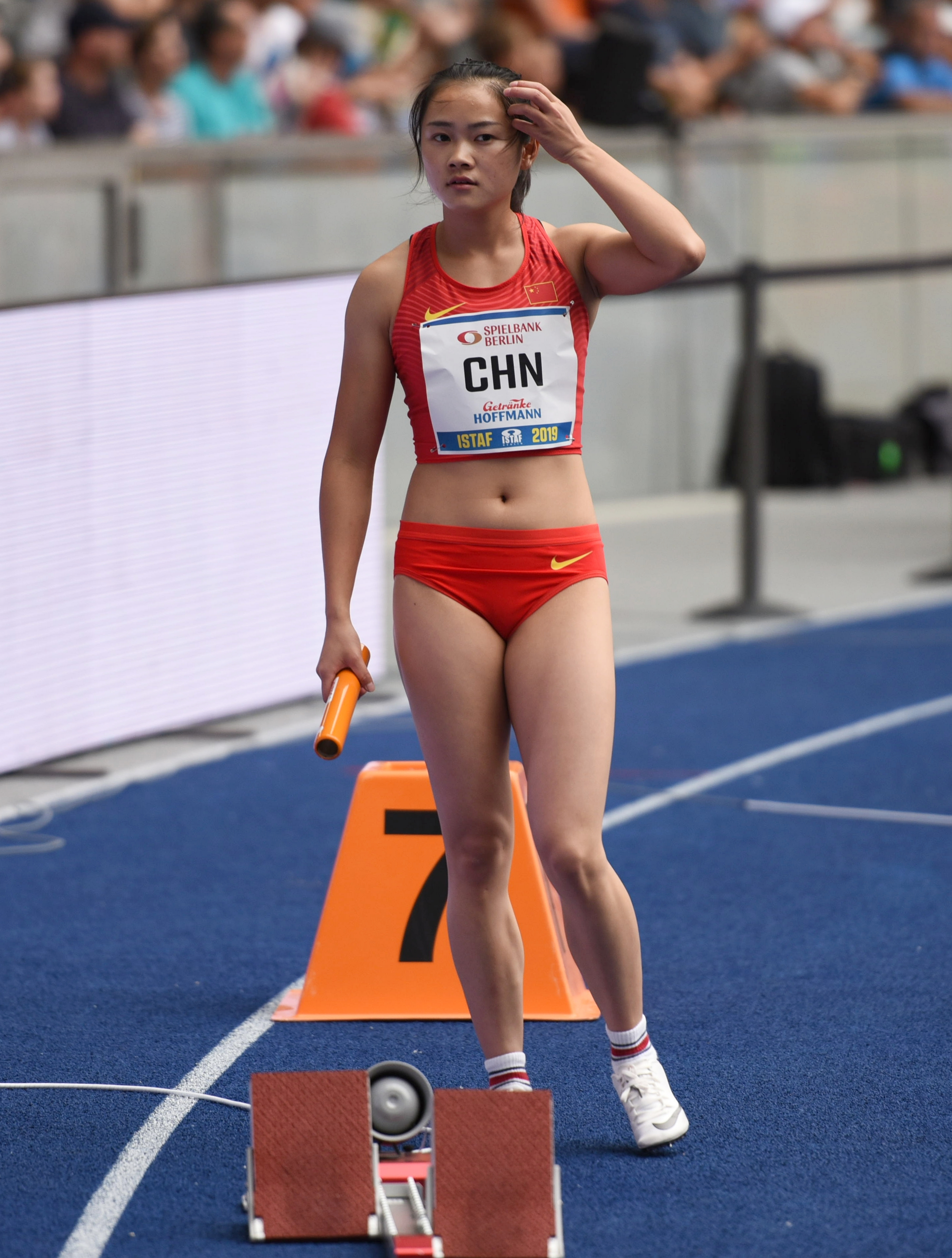
2019年柏林國際體育場節4×100公尺接力決賽

梁小静（1997年4月7日—）是一名中国女子田径运动员，生于广东省肇庆市怀集县，主攻短跑项目，就读于华南理工大学。梁小静身高不到1米60，相对于女子短跑选手来说较为矮小，她在小学时期便是班级里身高最矮的学生。她在小学时由于夺冠不少而被怀集县体校教练李秋影看中，从而进入当地体校训练，2011年2月，她进入肇庆市体校，一年后，她进入广东省省队参与试训。2014年1月，她被国家体育总局竞体司授予运动健将称号，同年，她参加國際奧林匹克委員會在南京举办的青年奥运，获得女子100米金牌。